# Khóra (ort i Grekland)
Khóra är en ort i Grekland.   Den ligger i prefekturen Messenien och regionen Peloponnesos, i den södra delen av landet, 200 km sydväst om huvudstaden Aten. Khóra ligger 283 meter över havet och antalet invånare är 3 591.
Terrängen runt Khóra är huvudsakligen kuperad, men åt nordväst är den platt. Runt Khóra är det ganska glesbefolkat, med 32 invånare per kvadratkilometer. Närmaste större samhälle är Filiatrá, 16,2 km nordväst om Khóra. 